# Schweizer Berufsverband der Pflegefachfrauen und Pflegefachmänner

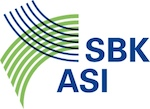
Logo des SBK

Der Schweizer Berufsverband der Pflegefachfrauen und Pflegefachmänner (SBK) (frz.:  L’Association suisse des infirmières et infirmiers (ASI)) ist eine 1910 in der Schweiz gegründete Berufsorganisation für Pflegefachfrauen und -männer mit Sitz in Bern.
Der in 13 Sektionen organisierte Verband vertritt die Interessen von rund 25'000 Pflegefachpersonen (Stand 2017). Die statuarisch festgelegten Ziele des SBK sind:
- die Pflege als eigenständigen Beruf zu etablieren und die Position der Pflegefachpersonen zu stärken;
- die sozialen und wirtschaftlichen Bedingungen seiner Mitglieder zu wahren und zu fördern;
- die Gesundheits- und Krankenpflege weiterzuentwickeln und ihre Qualität zu sichern;
- die Mitglieder in ihrer beruflichen Tätigkeit und Entwicklung zu unterstützen;
- bei Entscheiden im Gesundheitswesen mitzuwirken;
- sich aktiv in der Berufs- und Weiterbildung zu engagieren und die Lehre und Forschung in der Pflege zu fördern.

Der SBK ist demokratisch organisiert und besteht aus dem nationalen Verband mit der Geschäftsstelle in Bern, regionalen Sektionen, Fachverbänden, fachlich orientierten Interessengruppen und Kollektivmitgliedern. Neben der Vertretung seiner Mitglieder regelt der SBK als Vertragspartner von Santésuisse, dem Branchenverband der schweizerischen Krankenversicherer, die Tätigkeit von rund 2000 freiberuflichen Pflegefachpersonen, reglementiert und veranstaltet Fachweiterbildungen und stellt Anerkennungen aus.

## Fachzeitschrift «Krankenpflege»
Der SBK veröffentlicht die dreisprachige wissenschaftliche Fachzeitschrift Krankenpflege / Soins infirmiers /Cure infermieristiche (ISSN 0253-0465). Sie erscheint elfmal jährlich in einer WEMF-beglaubigten Auflage von 26'054 Exemplaren (Stand 2022) und erscheint im 115. Jahrgang. Krankenpflege ist auch offizielles Publikationsorgan des Verbands.

## Eidgenössische Volksinitiative für eine starke Pflege «Pflegeinitiative»
Am 17. Januar 2017 lancierte der SBK die «eidgenössische Volksinitiative für eine starke Pflege». Die erforderlichen Unterschriften wurden am 7. November 2017 bei der Bundeskanzlei eingereicht. Am 27. November 2017 stellte die Bundeskanzlei fest, dass die Volksinitiative mit 114'078 gültigen Unterschriften formell zustande gekommen ist.
Am 28. November 2021 wurde die Pflegeinitiative mit 61 % Ja-Stimmen und fast allen Ständestimmen angenommen. Lediglich der Halbkanton Appenzell Innerrhoden stimmte gegen die Pflegeinitiative.

## Mitgliedschaften
Der SBK ist in rund 30 nationalen und internationalen Organisationen vertreten, darunter im International Council of Nurses, der European Federation of Nursing Associations und dem European Forum of National Nursing an Midwifery Associations and WHO.

## Verbandsführung
Geschäftsführerin des SBK ist Yvonne Ribi. Präsidiert wird der Verband von Sopie Ley (Präsidentin) und Franz Elmer (Vizepräsident). Strategisches Entscheidungsorgan ist der Zentralvorstand.